# Adıyaman
Adıyaman je turecké město, správní středisko provincie téhož jména v Jihovýchodní Anatolii. V roce 2009 žilo ve městě 198 433 obyvatel, ačkoliv v roce 2000 jen zhruba 100 000. Jedná se tak o jedno z nejrychleji rostoucích měst v zemi. Adıyaman je centrum tradičně zemědělského regionu odvodňovaného řekou Eufrat. V současnosti je velkým problémem velká nezaměstnanost, Adıyaman patří mezi 10 tureckých měst nejvíce postižených nezaměstnaností. Nedaleko od města leží slavná hora Nemrut.